# Leptothorax argentinus
Leptothorax argentinus är en myrart som beskrevs av Santschi 1922. Leptothorax argentinus ingår i släktet smalmyror, och familjen myror. Inga underarter finns listade i Catalogue of Life.